# Джон Ганн (геолог)
Джон Ганн (Норвіч, 1801—1890) — англійський священнослужитель і геолог, відомий своєю роботою над ложем Кромер-Форест. Він заснував Норвічське геологічне товариство разом з Джоном Елором Тейлором у 1864 році.

## Біологія
Він був сином преподобного Вільяма Ганна з Ірстеда у графстві Норфолк. Він вступив до Ексетерського коледжу в Оксфорді в 1819 році, отримавши ступінь бакалавра в 1823 році та ступінь магістра в 1827 році. У 1827 році він став адвокатом у Lincoln's Inn.
У 1829 році Ганн був висвячений. Він став вікарієм Бартон-Терфа та ректором Ірстеду. У 1830 році він одружився з Гаррієт Тернер, дочкою Довсона Тернера.